# Aksel Airo

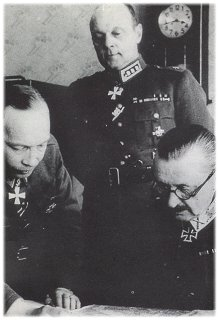
Generalkvartermästare Aksel Airo tillsammans med marskalk Mannerheim. I bakgrunden general Erik Heinrichs

Aksel Fredrik Airo (Johansson före 1906), född 14 februari 1898, död 9 maj 1985) var en finländsk general och generalkvartermästare.

## Biografi
Airo studerade vid École Spéciale Militaire de Saint-Cyr och École supérieure de guerre i Paris på 1920-talet. Han planlade den finska militärområdesindelningen i slutet av tjugotalet. 
År 1933 blev han chef för generalstabens operativa avdelning och sekreterare i försvarsrådet. Under 1939 befordrades Airo till generalkvartersmästare och 1942 till generallöjtnant.
Under vinterkriget 1939–1940 och fortsättningskriget 1941–1944 var Airo ansvarig för Finlands krigföring, tillsammans med marskalk Gustaf Mannerheim. Han efterträdde Mannerheim som generalstabens befälhavare 1944. Omedelbart efter kriget blev Airo häktad i två år av Stapo i den så kallade vapengömmoaffären, men fälldes inte i domstol. Han var riksdagsledamot för Samlingspartiet åren 1958–1966.